# Víctor Claudín
Víctor Claudín López (Madrid, 27 de noviembre de 1954) es un escritor, periodista y dinamizador sociocultural español. 

## Biografía y trayectoria profesional
Como dinamizador sociocultural, o promotor, creó la agencia de representaciones artísticas Evohé, donde se ocupó de Paco Ibáñez, Luis Pastor, Manolo Tena y otros artistas. 
Fue fundador y luego presidente de la Asociación para la Música Popular, que inicialmente presidió Elisa Serna (1983, 1984). Formó parte de la dirección nacional de Universidades Populares (1982). Creó la sala de conciertos Elígeme, así como la discográfica del mismo nombre (entre 1985 y 1998). 
Dirigió el teatro Alfil hasta la batalla con el concejal Ángel Matanzo (1996). 
Tras su experiencia como activista en el 15M, creó con su mujer, Chus Aparicio, y otros amigos y amigas, la Asociación Cultural Kali Panoa que, además de hacer conciertos, representaciones teatrales, debates, proyección de películas, etc., organizó durante cuatro años (2017 al 2020) el Encuentro de la Canción de Autor de Castilla-La Mancha. 
Durante 8 años (2013-2021) mantuvo diversos talleres de creación literaria.
Como periodista trabajó en la redacción de las revistas Ozono, Camp de l’arpa, Primer Acto, Música Popular y colaboró en muchas otras, como Triunfo, El Viejo Topo, Letra Internacional, El Socialista, TeleRadio, La Clave, Tiempo de Historia, Ínsula, etc.
En diarios colaboró con la agencia Colpisa, Diario16, Informaciones, Diario de Mallorca, además de Pueblo, El País, etc. Fue jefe de cultura del diario Liberación.
Colaboró con gratuitos como Madrid, Ocio y Deporte, Sierra Oeste, dirigió Treinta Días, La Gaceta de Collado Mediano e Información al Día. Además de fundar y dirigir Aquí y ahora (2007, 2008) y Ágora 15 (2012).
Para televisión fue redactor en imagen del programa de libros Tiempo de papel (1983), guionista de Tira de música (1984), director de la última etapa de Más o menos nuestro, una de las series del programa musical La Buena Música (1989). Además de guionista de comedias de situación.
Ha publicado relatos en revistas de creación como Nos queda la palabra (1976), Kantil (1977, 1978), Punto y Coma (1978), Biblioteca Universal de Misterio y Terror (1981), Gimlet (1982), Aullido (2001), Prótesis (2018), etc.
En radio, además de muchas colaboraciones, condujo un programa de libros en la cadena SER del sur de Madrid, en donde también hizo de tertuliano, y fue corresponsal en España para Radio Ciudad de Buenos Aires, en especial de algunos de sus programas culturales (2013-2019).
Fue director de comunicación e imagen del Teatro Español durante dos temporadas (85-87). Y jefe de prensa del ayuntamiento de Móstoles (1998-2004) y del ayuntamiento de Algete (2003).
Colaborador y conferenciante habitual en eventos literarios, especialmente, festivales sobre novela negra, como la Semana Negra de Gijón, Alicante Noir, Bruma negra, Black Mountain Bossóst o Getafe Negro, su experiencia es dilatada en distintas facetas del mundo editorial, también como tallerista.
En el mes de abril de 2024, Víctor Claudín recibe el Premio a la Trayectoria del Black Mountain Bossòst, importante festival de novela negra del Valle de Arán.

## Obras y colaboraciones

### Novelas
- El antro de la Buscontra (Mondadori, 1989).
- Escrito en una ola (Candil editores, 2002).
- Cosecha negra (Con Óscar Plasencia. Atmósfera Literaria, 2013. Reeditado en 2022 por Cosecha negra)
- Vis a Vis (Ediciones Evohé 2013).
- Los demonios andan sueltos (Ediciones Evohé 2015).
- Perro de Luna (Ediciones Atlantis, 2020).
- Los demonios de Whitby (Grupo Tierra Trivium, 2021).
- Tentenublo (Cosecha negra, 2023)
- Black out (Cosecha negra, 2024)

### Libros de Relatos
- La niebla y otras penas (Ediciones Libertarias, 1985).
- Algo huele a podrido en la cocina (Temas de Hoy, 1993).
- Tren de la noche (HG Editores, 2010).
- Contracuentos (HG Editores, 2019)

### Obras periodísticas
- Socialistas y comunistas ante las elecciones municipales (Con Francisco Herrera. Zero Zyx, 1978).
- Canción de autor en España (Editorial Júcar, 1981).
- Sisa (Editorial Júcar, 1981).
- Historia general de la masonería (Con Héctor Anabitarte. Firmado con seudónimo. Editorial Mitre, 1985)
- Diccionario general de la comunicación (Con Héctor Anabitarte. Editorial Mitre, 1986).
- Guía básica de ecología (Firmado con seudónimo. Editorial LIBSA, 1998).
- Me llamo Marta y soy fibromiálgica (La Esfera de los Libros, 2004).
- Diez años del Festival Internacional Madrid Sur (Festival Madrid Sur, 2005)
- Mar cerrado (Ediciones Martínez Roca, 2006).
- Fibromialgia, la verdad desnuda (Con Ferrán J. García-Fructuoso. La Esfera de los Libros, 2008).

### Memorias
Contra el olvido (Mandala Ediciones, 2025)

### Otras colaboraciones
- Pueblo que canta (Asociación para la Música Popular, 1983)
- Con Nicaragua (Editorial Ayuso, 1985)
- Así es Madrid (Temas de Hoy, 1988)
- La paz y la palabra (Odisea editorial, 2003)
- Encuentro de Historia y Literatura (Biblioteca Valenciana de la Generalitat, 2003)
- Muelles de Madrid (Sílex, 2003)
- El Quijote en el café Gijón (José Bárcena, 2005)
- Nuevos campesinos. Campesinos e imperios alimentarios (Icaria Editorial, 2010)
- Amigo Labordeta (Ebro Económico, 2015)
- 22 cuentos de la España Vaciada (Lekla ediciones, 2022)
- Antología de relatos (Cosecha negra, 2022)
- Cuando puedas. Historias de bares (Búho Books, 2022)
- MM (Vencejo ediciones, 2023)

### Labor editorial
Como fruto de su trabajo conduciendo talleres de creación literaria en la librería de Herminio, en Collado Mediano, editó cuatro libros con relatos de sus alumnos: 
- Voces de papel, 2015.
- Palabra de taller, 2017.
- Taller de palabras, 2019
- Voces compartidas, 2021. Todos en HG Editores
- Del mismo modo editó uno con relatos de los talleres dirigidos en los tres Encuentros de jóvenes creadores dirigidos por él en Toledo para la Consejería de Juventud. San Servando (Evohé ediciones, 2017).
- Ozono. Un sueño alternativo (Almud. Ediciones de Castilla La Mancha, 1975-1979), editado junto a Alfonso González Calero.